# Мбабане Гайлендерс
Футбольний клуб «Мбабане Гайлендерс» (англ. Mbabane Highlanders Football Club) — свазілендський футбольний клуб, який базується у місті Мбабане. Найтитулованіший клуб країни 

## Історія
Клуб був заснований в 1952 році в столиці країни місті Мбабане і є найтитулованішою командою країни, команда виграла 12 чемпіонатів, 8 кубків та 4 суперкубки. Останнього разу команда вигравала національний чемпіонат 2001 року.
«Горці Мбабане» брали участь в більш ніж 10 турнірах під егідою КАФ, але жодного разу не змогли просунутися далі першого раунду.

## Досягнення
- Свазілендська МТН Прем'єр-ліга:
  -  Чемпіон (12): 1976, 1980, 1982, 1984, 1986, 1988, 1991, 1992, 1995, 1997, 2000, 2001
  -  Срібний призер (4): 1998/99, 2003/04, 2007/08, 2015/16
  -  Бронзовий призер (3): 1994, 2005/06, 2008/09

- Кубок Свазіленду з футболу‎:
  -  Володар (9): 1969, 1976, 1983, 1985, 1990, 1997, 1999, 2009, 2010
  -  Фіналіст (1): 2012

- Благодійний Кубок Свазіленду:
  -  Володар (4): 1998, 2007, 2008, 2010
  -  Фіналіст (3): 2004, 2005, 2009

- Свазілендський кубок Торгової палати:
  -  Володар (1): 1999
  -  Фіналіст (3): 2000, 2006, 2008

## Статистика виступів на континентальних турнірах
| Сезон | Турнір                       | Раунд      | Клуб                     | Вдома | На виїзді | Загалом        |
| ----- | ---------------------------- | ---------- | ------------------------ | ----- | --------- | -------------- |
| 1977  | Кубок африканських чемпіонів | 1          | Сімба                    | т.п.1 | т.п.1     | т.п.1          |
| 1981  | Кубок володарів кубків КАФ   | 1          | Палмейраш ді Бейра       | т.п.1 | т.п.1     | т.п.1          |
| 1983  | Кубок африканських чемпіонів | Попередній | Тоуншип Роллерз          | 2-1   | 1-0       | 3-1            |
| 1983  | Кубок африканських чемпіонів | 1          | Нкана                    | 0-1   | 2-2       | 2-3            |
| 1984  | Кубок володарів кубків КАФ   | 1          | Динамо Фіма              | 1-0   | 1-6       | 2-6            |
| 1985  | Кубок африканських чемпіонів | Попередній | Лесото Релемілетері Форс | 4-1   | 0-2       | 4-3            |
| 1985  | Кубок африканських чемпіонів | 1          | Блек Рінос               | 1-3   | 0-1       | 1-4            |
| 1987  | Кубок африканських чемпіонів | Попередній | Кадетс Клаб              | 2-1   | 2-3       | 4-4 (в.г.)     |
| 1987  | Кубок африканських чемпіонів | 1          | Дайнамоз                 | 1-2   | 1-6       | 2-8            |
| 1989  | Кубок африканських чемпіонів | Попередній | Пан Африкан              | 2-0   | т.п.2     | 2-0            |
| 1989  | Кубок африканських чемпіонів | 1          | ФК «Експресс»            | 2-1   | 0-4       | 2-5            |
| 1993  | Кубок африканських чемпіонів | Попередній | АС Сотема                | 0-1   | 0-2       | 0-3            |
| 1996  | Кубок африканських чемпіонів | Попередній | Фобар                    | 2-1   | 0-0       | 2-1            |
| 1996  | Кубок африканських чемпіонів | 1          | Муфуліра Вондерерз       | 0-1   | 0-3       | 0-4            |
| 2001  | Ліга чемпіонів КАФ           | Попередній | АС Марсуенс              | 0-2   | 1-1       | 1-3            |
| 2010  | Кубок конфедерації КАФ       | Попередній | КАПС Юнайтед             | 1-0   | 0-1       | 1-1 (7-8 пен.) |
| 2011  | Кубок конфедерації КАФ       | Попередній | Вікторс СК               | 1-1   | 1-1       | 2-2 (1-4 пен.) |
| 2013  | Кубок конфедерації КАФ       | Попередній | ТКО Боєні                | 1-2   | 2-1       | 3-3 (3-5 пен.) |

1- Горці Мбабане покинули турнір.

2- ФК «Пан Африкан» покинули турнір перед початком другого матчу.